# Cerdorhinus
Cerdorhinus es un género extinto de terápsidos gorgonópsidos que vivieron durante el Pérmico de Sudáfrica. La especie tipo, Cerdorhinus parvidens, fue descrita por el paleontólogo sudafricano Robert Broom en 1936. Una segunda especie, Cerdorhinus rubidgei, fue asignada al género en 1970.